# Maynard Solomon
Maynard Elliott Solomon, född den 5 januari 1930, död den 28 september 2020, var en musikolog och som musikproducent en av grundarna av Vanguard Records samt musikproducent. 
Maynard Solomon inledde senare en andra karriär som musikolog, särskilt som författare till biografier över kompositörer, och hans arbete (särskilt hans studier av Mozart och Beethoven) 

## Biografi
- Joan Baez Songbook (1964) (av Maynard Solomon och Eric von Schmidt )
- Noel: Joan Baez Christmas Songbook (1967) (av Joan Baez, Maynard Solomon och Eric von Schmidt)
- Marxism och konst (1973)
- "Beethoven och upplysningen" . Telos, 19 (våren 1974). New York: Telos Press.
- Myt, Kreativitet Psykoanalys: Uppsatser till Harry Slochower(de)  (1979)
- Beethoven (1977, 1998), Beethoven (andra, reviderade utgåvan, 2001)
- Beethovens Tagebuch: 1812-1818 (1983)
- Beethoven Essays (1988). Vinnare av Otto Kinkeldey Award från American Musicological Society .
- Mozart: A Life (New York, 1995)
- "Franz Schubert och påfågeln av Benvenuto Cellini". 1800-talsmusik, 12 (3). University of California Press: 193–206, doi:10.2307/746501   .
- (översättare) Memories of Beethoven (2003) (av Gerhard von Breuning(de)  ).
- Late Beethoven: Musik, tankar, fantasi (2004)